# 미셸 미콤베로
미셸 미콤베로(프랑스어: Michel Micombero, 1940년 8월 26일~1983년 7월 16일)는 부룬디의 정치인이자 육군 장교로 1966년부터 1976년까지 10년간 부룬디의 첫 대통령이자 사실상의 군사 독재자로서 나라를 통치했다.
미콤베로는 1962년 부룬디 독립 당시 부룬디 군 장교로 경력을 시작한 투치족이었다. 그는 유학을 갔고 귀국할 때 장관직을 받았다. 1965년 10월 후투족 병사들이 투치족에 대항하여 쿠데타를 시도하는 것을 도운 그의 역할로 유명해졌다. 그 여파로 1966년 미콤베로 자신은 군주제에 대항하여 두 번의 쿠데타를 선동했는데, 그는 이 쿠데타가 너무 온건하다고 생각했다. 7월의 첫 번째 쿠데타는 새로운 왕을 왕위에 앉혀 미콤베로를 총리직으로 내몰았다. 11월에 일어난 두 번째 쿠데타는 군주제 자체를 폐지했고, 미콤베로는 부룬디 공화국의 초대 대통령으로 권력을 잡았다.
미콤베로는 일당제 국가를 이끌었는데, 이 국가는 그 나라의 기관들을 중앙집권화하고 냉전에서 중립적인 입장을 취했다. 반대 의견은 억압되었고, 1972년, 미콤베로의 권력에 도전하려는 시도는 후투족에 대한 대량학살 폭력으로 이어졌다. 이 때 주로 후투족인 약 10만 명이 죽었다. 그의 정권은 1976년 또 다른 육군 장교인 장바티스트 바가자에 의해 쿠데타로 축출되면서 마침내 무너졌다. 미콤베로는 소말리아로 망명하여 1983년에 사망했다.

## 전기

### 어린 시절
미콤베로는 1940년 8월 26일 벨기에령 루안다우룬디에서 태어났다. 그의 부모는 넓은 투치족의 일부인 히마족 소작농이었다. 1960년 부룬디의 가톨릭 미션 스쿨에서 공부했고, 1962년 부룬디의 계획적인 독립에 앞서 형성되고 있던 군에 입대했다. 1960년 4월 벨기에 브뤼셀에 있는 육군사관학교에서 장교로 훈련을 받았다. 1962년 3월 소위로 진급했다. 1962년 7월 부룬디 왕국이 독립할 당시 그는 대위 계급에 있었다. 11월에 그는 부룬디 국민군의 부사령관이 되었다.

### 독재 정부
부룬디의 대통령으로서, 미콤베로는 1당 국가로서 우프로나를 통해 통치했다. 그의 "민주적 중앙집권주의" 이데올로기는 국가의 모든 기관과 언론을 정권의 통제 하에 두었다. 그의 정권은 탄자니아의 사회주의 이념과 콩고 민주 공화국의 조제프데지레 모부투 정권(1971년 이후 자이르로 알려짐)의 다른 교리들을 결합시켰다. 냉전 시대의 지도자로서, 그는 공산주의 세력과 서구 열강들을 서로 상대할 수 있었다. 1967년 교통사고로 부상을 당한 후, 미콤베로는 점점 더 편집증적이 되었다. 그는 알코올 중독자로 널리 믿어졌다. 정권에 대한 다양한 음모들이 발견되었고 불안은 여전했고, 그를 몰아내려는 주목할 만한 시도는 1969년과 1971년에 저지되었다. 그의 지지기반은 부룬디의 북부 및 중부 지역에 있는 투치족으로 점점 제한되었다.
1972년 4월, 탄자니아 정권의 격려로 남부의 루몽게에서 후투족 사이에 반란이 일어나 빠르게 확산되었다. 이어진 인종간 폭력으로 1,000명에 달하는 투치족이 목숨을 잃었다. 미콤베로 정권의 대응은 10만 명이 사망한 것으로 추정되는 지역에서 후투족에 대한 대량학살 폭력 캠페인을 시작하는 것이었다. 반란을 이끌었다고 전해지는 폐위된 왕 나레는 스스로 살해당했다. 1973년, 모부투는 탄자니아의 침략을 막기 위해 개입해야 했다. 위기가 끝난 후, 미콤베로는 7년 임기를 더 연장할 수 있는 새로운 헌법을 도입했다. 그는 또한 같은 해에 르완다, 자이르 정부와 함께 대호수 국가 경제 공동체를 위한 기초를 닦았다.
1976년 11월 장바티스트 바가자 대령이 이끄는 반대파들은 미콤베로 정권에 대항하는 쿠데타를 성공적으로 이끌었다. 미콤베로 자신은 체포되었고, 1987년까지 지속된 바가자의 독재 정권 하에서 제2공화국이 선포되었다. 비록 투치족이자 1972년 살해에 가담했지만, 바가자는 후투족에게 양보를 했고, 1987년 퇴위할 때까지 부룬디 국가를 현대화하는 데 약간의 진전을 이루었다.

### 추방 및 사망
미콤베로는 1977년 부룬디에서 추방되었다. 그는 소말리아에 거주했고, 그 후 친한 친구였던 독재자 시아드 바레가 통치했다. 1982년 소말리아 대학교에서 경제학 학위를 취득했다. 1983년 모가디슈의 마디나 병원에서 심장마비로 사망했다.